# Convair P6Y
 (mars 2021).
Si vous disposez d'ouvrages ou d'articles de référence ou si vous connaissez des sites web de qualité traitant du thème abordé ici, merci de compléter l'article en donnant les références utiles à sa vérifiabilité et en les liant à la section « Notes et références ».
Le Convair P6Y était un projet d'hydravion militaire pour la lutte anti-sous-marine.

## Histoire
En 1957, l'avionneur Convair répond à un appel d'offres de la marine américaine, le but de cet appel d'offres est de penser et construire un projet d'hydravion militaire. Il fallait créer un avion capable de maîtriser son aérodynamisme et donc l’évolution des couches limites autour de sa structure, notamment le décollement de celles-ci, ce qui aurait permis à l’avion d’atteindre des vitesses de vol très basses. Ces vitesses de vol réduites auraient été nécessaires à l’hydravion qui devait pouvoir se poser dans des mers agitées et déployer un sonar pour détecter les menaces sous-marines.
Le Convair XP6Y-1 et le Martin P7M SubMaster étaient les deux projets finaux en compétition pour l’appel d’offres américain ; la Navy préférait le Convair. Deux prototypes furent commandés sous la désignation de la marine américaine XP6Y-1 (numéros de série 147206 et 147207) mais les prototypes n'ont pas été construits à cause de contraintes budgétaires. La marine américaine annula le contrat pour les deux prototypes de XP6Y-1 et acheta des P-3 Orion à la place.
Le Beriev Be-6 et le Martin P5M Marlin sont des avions similaire au Convair P6Y.